# Nazionale femminile di pallavolo del Giappone
La nazionale femminile di pallavolo del Giappone è una squadra asiatica ed oceaniana composta dalle migliori giocatrici di pallavolo del Giappone ed è posta sotto l'egida della Federazione pallavolistica del Giappone.

## Rosa
Segue la rosa delle giocatrici convocate per la Volleyball Nations League 2025.
| N° | Nome             | Ruolo | Data di nascita   | Squadra               |
| -- | ---------------- | ----- | ----------------- | --------------------- |
| 2  | Ayaka Araki      | C     | 2 settembre 2001  | SAGA Springs          |
| 3  | Haruyo Shimamura | C     | 4 marzo 1992      | Red Rockets Kawasaki  |
| 4  | Mayu Ishikawa    | S     | 14 maggio 2000    | AGIL                  |
| 6  | Nanami Seki      | P     | 12 giugno 1999    | Imoco                 |
| 7  | Tamaki Matsui    | P     | 10 gennaio 1998   | LOVB Salt Lake        |
| 8  | Manami Kojima    | L     | 7 novembre 1994   | LOVB Salt Lake        |
| 11 | Nichika Yamada   | C     | 24 febbraio 2000  | Red Rockets Kawasaki  |
| 12 | Satomi Fukudome  | L     | 23 novembre 1997  | Pro Victoria          |
| 13 | Yukiko Wada      | O     | 8 gennaio 2002    | Red Rockets Kawasaki  |
| 15 | Airi Miyabe      | C     | 29 luglio 1998    | Victorina Himeji      |
| 18 | Hitomi Shiode    | P     | 15 settembre 1999 | Osaka Marvelous       |
| 19 | Miiku Iwasawa    | L     | 13 ottobre 1999   | Saitama Ageo Medics   |
| 21 | Minami Nishimura | L     | 23 marzo 2000     | SAGA Springs          |
| 22 | Tsukasa Nakagawa | P     | 13 agosto 2000    | Red Rockets Kawasaki  |
| 23 | Haruna Kawabata  | L     | 8 febbraio 2001   | Denso Airybees        |
| 24 | Rui Nonaka       | O     | 3 agosto 2001     | Astemo Rivale Ibaraki |
| 26 | Yoshino Sato     | S     | 12 novembre 2001  | Red Rockets Kawasaki  |
| 28 | Megumi Fukazawa  | S     | 17 aprile 2003    | SAGA Springs          |
| 30 | Ayane Kitamado   | S     | 6 luglio 2004     | SAGA Springs          |
| 33 | Miku Akimoto     | S     | 18 agosto 2006    | Victorina Himeji      |
| 35 | Mana Nishizaki   | L     | 1º maggio 2002    | Osaka Marvelous       |

## Risultati

### Competizioni FIVB
| 1964 | 1º posto        | Convocazioni |
| 1968 | 2º posto        | Convocazioni |
| 1972 | 2º posto        | Convocazioni |
| 1976 | 1º posto        | Convocazioni |
| 1980 | non qualificata | -            |
| 1984 | 3º posto        | Convocazioni |
| 1988 | 4º posto        | Convocazioni |
| 1992 | 5º posto        | Convocazioni |
| 1996 | 9º posto        | Convocazioni |
| 2000 | non qualificata | -            |
| 2004 | 5º posto        | Convocazioni |
| 2008 | 5º posto        | Convocazioni |
| 2012 | 3º posto        | Convocazioni |
| 2016 | 5º posto        | Convocazioni |
| 2020 | 10º posto       | Convocazioni |
| 2024 | 9º posto        | Convocazioni |

| 1952 | non qualificata | -            |
| 1956 | non qualificata | -            |
| 1960 | 2º posto        | Convocazioni |
| 1962 | 1º posto        | Convocazioni |
| 1967 | 1º posto        | Convocazioni |
| 1970 | 2º posto        | Convocazioni |
| 1974 | 1º posto        | Convocazioni |
| 1978 | 2º posto        | Convocazioni |
| 1982 | 4º posto        | Convocazioni |
| 1986 | 7º posto        | Convocazioni |
| 1990 | 8º posto        | Convocazioni |
| 1994 | 7º posto        | Convocazioni |
| 1998 | 8º posto        | Convocazioni |
| 2002 | 13º posto       | Convocazioni |
| 2006 | 6º posto        | Convocazioni |
| 2010 | 3º posto        | Convocazioni |
| 2014 | 7º posto        | Convocazioni |
| 2018 | 6º posto        | Convocazioni |
| 2022 | 5º posto        | Convocazioni |

| 2018 | 10º posto | Convocazioni |
| 2019 | 9º posto  | Convocazioni |
| 2021 | 4º posto  | Convocazioni |
| 2022 | 7º posto  | Convocazioni |
| 2023 | 7º posto  | Convocazioni |
| 2024 | 2º posto  | Convocazioni |
| 2025 | 4º posto  | Convocazioni |

| 1973 | 2º posto | Convocazioni |
| 1977 | 1º posto | Convocazioni |
| 1981 | 2º posto | Convocazioni |
| 1985 | 4º posto | Convocazioni |
| 1989 | 4º posto | Convocazioni |
| 1991 | 7º posto | Convocazioni |
| 1995 | 6º posto | Convocazioni |
| 1999 | 6º posto | Convocazioni |
| 2003 | 5º posto | Convocazioni |
| 2007 | 7º posto | Convocazioni |
| 2011 | 4º posto | Convocazioni |
| 2015 | 5º posto | Convocazioni |
| 2019 | 5º posto | Convocazioni |
| 2023 | 3º posto | Convocazioni |

### Competizioni AVC
| 1975 | 1º posto | Convocazioni |
| 1979 | 2º posto | Convocazioni |
| 1983 | 1º posto | Convocazioni |
| 1987 | 2º posto | Convocazioni |
| 1989 | 3º posto | Convocazioni |
| 1991 | 2º posto | Convocazioni |
| 1993 | 2º posto | Convocazioni |
| 1995 | 3º posto | Convocazioni |
| 1997 | 3º posto | Convocazioni |
| 1999 | 3º posto | Convocazioni |
| 2001 | 4º posto | Convocazioni |
| 2003 | 2º posto | Convocazioni |
| 2005 | 3º posto | Convocazioni |
| 2007 | 1º posto | Convocazioni |
| 2009 | 3º posto | Convocazioni |
| 2011 | 2º posto | Convocazioni |
| 2013 | 2º posto | Convocazioni |
| 2015 | 6º posto | Convocazioni |
| 2017 | 1º posto | Convocazioni |
| 2019 | 1º posto | Convocazioni |
| 2023 | 3º posto | Convocazioni |

| 2008 | 4º posto | Convocazioni |
| 2010 | 4º posto | Convocazioni |
| 2012 | 5º posto | Convocazioni |
| 2014 | 4º posto | Convocazioni |
| 2016 | 4º posto | Convocazioni |
| 2018 | 2º posto | Convocazioni |
| 2022 | 1º posto | Convocazioni |

### Competizioni zonali
| 1962 | 1º posto | Convocazioni |
| 1966 | 1º posto | Convocazioni |
| 1970 | 1º posto | Convocazioni |
| 1974 | 1º posto | Convocazioni |
| 1978 | 1º posto | Convocazioni |
| 1982 | 2º posto | Convocazioni |
| 1986 | 2º posto | Convocazioni |
| 1990 | 3º posto | Convocazioni |
| 1994 | 3º posto | Convocazioni |
| 1998 | 3º posto | Convocazioni |
| 2002 | 3º posto | Convocazioni |
| 2006 | 2º posto | Convocazioni |
| 2010 | 6º posto | Convocazioni |
| 2014 | 4º posto | Convocazioni |
| 2018 | 4º posto | Convocazioni |
| 2022 | 2º posto | Convocazioni |

### Competizioni estinte
| 1993 | 6º posto | Convocazioni |
| 1994 | 4º posto | Convocazioni |
| 1995 | 7º posto | Convocazioni |
| 1996 | 8º posto | Convocazioni |
| 1997 | 4º posto | Convocazioni |
| 1998 | 7º posto | Convocazioni |
| 1999 | 7º posto | Convocazioni |
| 2000 | 8º posto | Convocazioni |
| 2001 | 6º posto | Convocazioni |
| 2002 | 5º posto | Convocazioni |
| 2003 | 9º posto | Convocazioni |
| 2004 | 9º posto | Convocazioni |
| 2005 | 6º posto | Convocazioni |
| 2006 | 5º posto | Convocazioni |
| 2007 | 9º posto | Convocazioni |
| 2008 | 6º posto | Convocazioni |
| 2009 | 6º posto | Convocazioni |
| 2010 | 5º posto | Convocazioni |
| 2011 | 5º posto | Convocazioni |
| 2012 | 9º posto | Convocazioni |
| 2013 | 4º posto | Convocazioni |
| 2014 | 2º posto | Convocazioni |
| 2015 | 6º posto | Convocazioni |
| 2016 | 9º posto | Convocazioni |
| 2017 | 7º posto | Convocazioni |

| 1993 | 5º posto | Convocazioni |
| 1997 | 5º posto | Convocazioni |
| 2001 | 3º posto | Convocazioni |
| 2005 | 5º posto | Convocazioni |
| 2009 | 4º posto | Convocazioni |
| 2013 | 3º posto | Convocazioni |
| 2017 | 5º posto | Convocazioni |

| 1988 | 4º posto | Convocazioni |
| 1990 | 3º posto | Convocazioni |
| 1992 | 2º posto | Convocazioni |
| 1994 | 4º posto | Convocazioni |

| 1996 | 5º posto | Convocazioni |

### Competizioni amichevoli
| 1988 | ?               | -            |
| 1989 | 3º posto        | Convocazioni |
| 1990 | ?               | -            |
| 1991 | non qualificata | -            |
| 1992 | non qualificata | -            |
| 1993 | non qualificata | -            |
| 1994 | 7º posto        | Convocazioni |
| 1995 | 6º posto        | Convocazioni |
| 1996 | 7º posto        | Convocazioni |
| 1998 | 5º posto        | Convocazioni |
| 1999 | 7º posto        | Convocazioni |
| 2000 | non qualificata | -            |
| 2001 | 3º posto        | Convocazioni |
| 2002 | 6º posto        | Convocazioni |
| 2003 | 6º posto        | Convocazioni |
| 2004 | 7º posto        | Convocazioni |
| 2005 | 4º posto        | Convocazioni |
| 2006 | 6º posto        | Convocazioni |
| 2007 | non qualificata | -            |
| 2008 | non qualificata | -            |
| 2009 | 7º posto        | Convocazioni |
| 2010 | 7º posto        | Convocazioni |
| 2011 | 1º posto        | Convocazioni |
| 2013 | 5º posto        | Convocazioni |
| 2014 | 6º posto        | Convocazioni |
| 2015 | 2º posto        | Convocazioni |
| 2016 | non qualificata | -            |
| 2017 | non qualificata | -            |
| 2018 | non qualificata | -            |
| 2019 | 2º posto        | Convocazioni |

| 2009 | 2º posto | Convocazioni |
| 2010 | 1º posto | Convocazioni |

| 1986 | 4º posto | Convocazioni |
| 1990 | 6º posto | Convocazioni |
| 1994 | 3º posto | Convocazioni |

| 2004 | 4º posto        | Convocazioni |
| 2005 | non qualificata | -            |
| 2006 | 5º posto        | Convocazioni |
| 2008 | non qualificata | -            |